# Vliegtuigcrash in Kano in 1973
Bij de vliegtuigcrash bij Kano op 22 januari 1973 stortte een Boeing 707 van Nigeria Airways neer op Kano International Airport tijdens een landingspoging bij harde wind. Bij de crash kwamen 176 passagiers en bemanningsleden om het leven. Er waren 26 overlevenden. De crash is nog steeds de dodelijkste luchtvaartramp ooit in Nigeria.

## Vliegtuig
Het vliegtuig dat bij het ongeluk betrokken was, was een twee jaar oude Boeing 707-3D3C JY-ADO, eigendom van Alia Royal Jordanian Airlines en opererend namens Nigeria Airways. Het toestel maakte zijn eerste vlucht in 1971 en werd aangedreven door vier Pratt & Whitney JT3D-motoren. Het serienummer van de fabrikant was 20494 en het was de 850e Boeing 707 die gebouwd werd.

## Vlucht

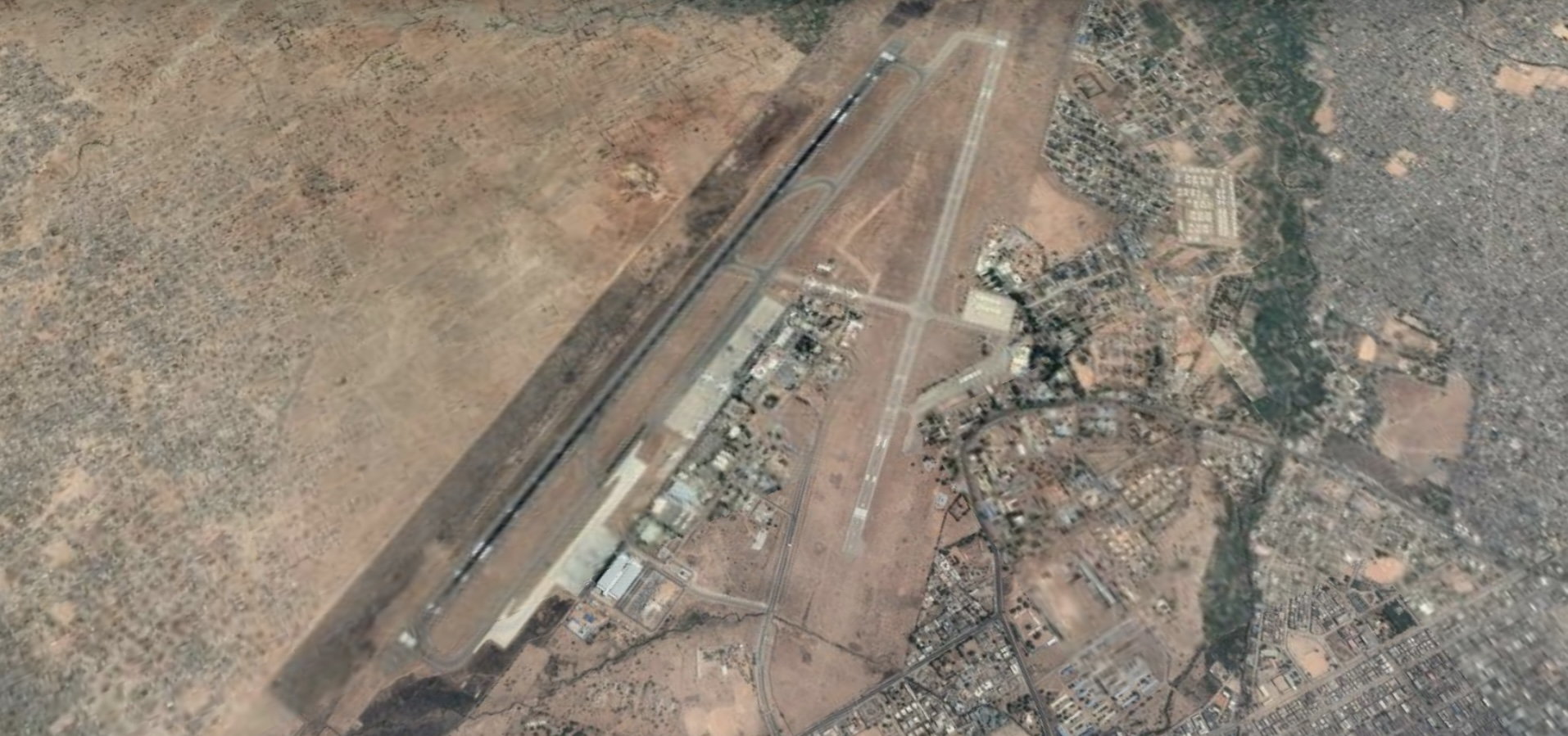
Overzicht van Kano International Airport, de plaats van het ongeluk.

De Boeing 707, uitgebaat door Alia, was gecharterd door Nigeria Airways om pelgrims terug te vliegen van Jeddah, Saoedi-Arabië naar Lagos, Nigeria. Slecht weer in Lagos zorgde ervoor dat de bemanning moest uitwijken naar Kano. Op dat moment was er sprake van harde wind op Kano International Airport. Het vliegtuig landde met het neuswiel eerst, en het neuswiel begaf het nadat het een put in de landingsbaan had geraakt. Vervolgens bezweek de rechterpoot van het landingsgestel. De 707 draaide 180 graden, ging van de landingsbaan af en vloog in brand.
Van de 202 passagiers en bemanningsleden aan boord kwamen er 176 om het leven. 